# Sport in het oude Griekenland

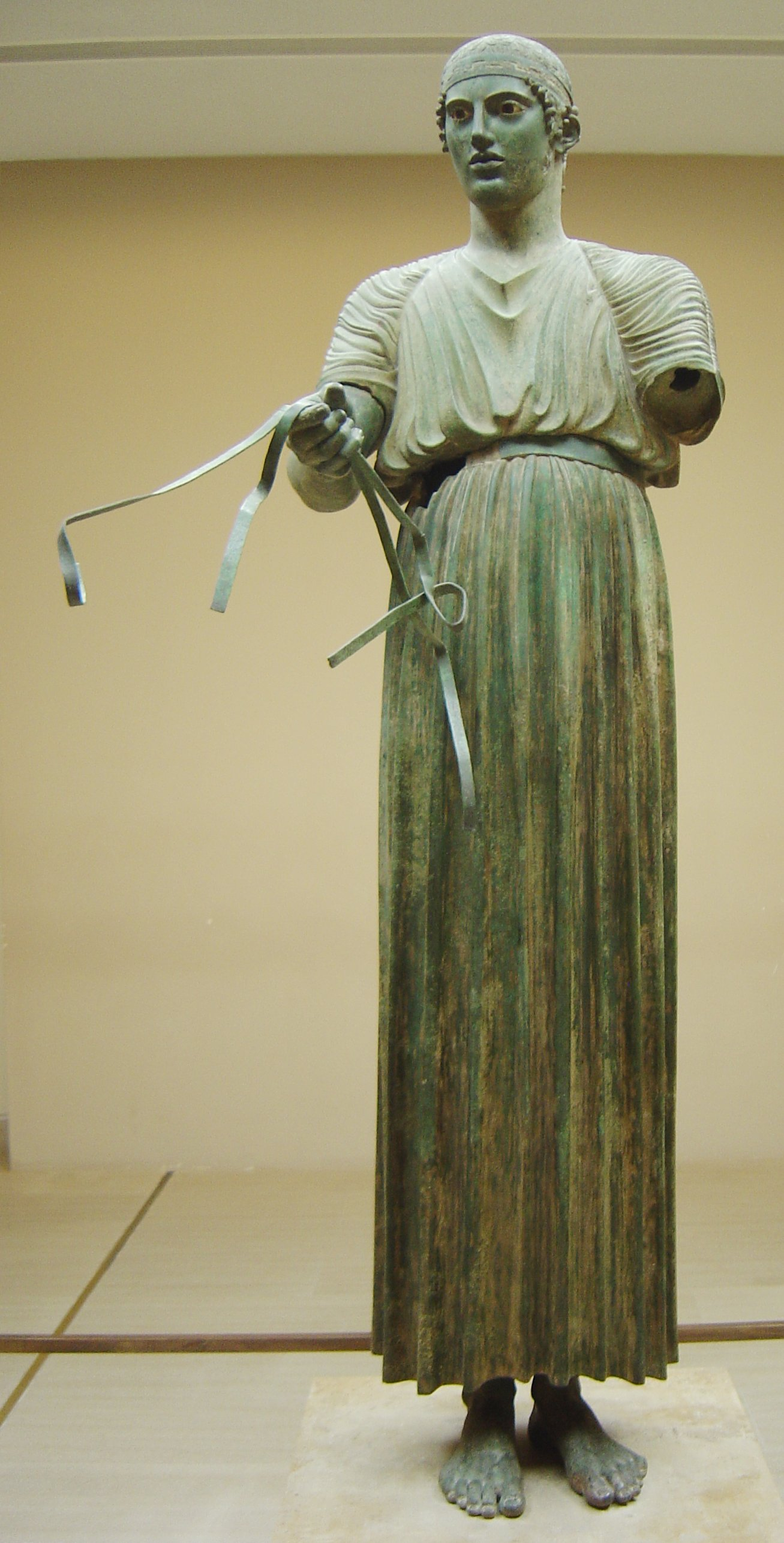
Wagenrennen werden gehouden tijdens alle Panhelleense Spelen. Dit beeld van een menner werd gevonden te Delphi.

De sport in het oude Griekenland was nauw verbonden met het oud-Griekse leger en de oud-Griekse godsdienst. De Griekse samenleving was bovendien - zoals nog andere antieke beschavingen - zeer competitief. Dat dit element zich ook in sportwedstrijden zou voortzetten, spreekt voor zich. Maar lichamelijke ontwikkeling moest volgens de oude Grieken hand in hand gaan met de geestelijke ontwikkeling.

## Ontwikkeling van de sport
In het oude Griekenland hielden vooral adellijke mannen zich met sport bezig. Het vormde voor hen naast het oorlog voeren een mogelijkheid om roem te behalen. Toen vanaf de zesde eeuw v.Chr. ook vele gewone burgers nodig waren voor de oorlogvoering en de falanx van hoplieten ontstond, kwamen er sportscholen (gymnasia) die vooral op de lichamelijke training van de soldaten gericht waren. Sport werd zo een bezigheid van alle (vrije) mannen.
Het was voor de Grieken van groot belang roem te kunnen behalen. Daarom hielden ze vaak wedstrijden (zie: agonale geest). Ook sport werd vaak in de vorm van wedstrijden bedreven. Deze ontstonden uit de zogenaamde ‘lijkspelen’, zoals de lijkspelen bij de crematie van de Griekse held Patroklos, die in het 23ste boek van de Ilias van Homerus worden beschreven. Deze hadden de volgende onderdelen: wagenrace, boksen, worstelen, hardlopen, speervechten, discuswerpen, boogschieten en speerwerpen. Na de invoering van de Olympische Spelen in 776 v.Chr. ontstond langzamerhand een vast programma van sportwedstrijden. De deelnemer aan een sportwedstrijd (athlos) werd een athlètès (atleet, kampvechter) genoemd. Vrijwel alle sporten waren individuele sporten, afgezien van de fakkelloop, die een estafette was.
In de tijd van Homerus droegen de sporters nog een lendendoek. Volgens een inscriptie was Orsippus van Megara, de winnaar in het hardlopen bij de 15e Olympische Spelen (720 v.Chr.), de eerste die zonder lendendoek liep. Vanaf die tijd werd er vaker en op meer plaatsen naakt gesport. Het woord gymnasion (sportschool) is dan ook van het Griekse woord gumnos (naakt) afgeleid. De enige sport die niet naakt werd bedreven was de wagenrace, waarschijnlijk omdat het parcours voor de wagenrennen zo lang was dat er het risico bestond dat vrouwen de wagenmenners naakt zouden zien.

## De spelen
De Grieken kenden vier Panhelleense Spelen, spelen voor alle Grieken: de Olympische Spelen in Olympia, de Isthmische Spelen, die werden gehouden op de Landengte van Korinthe, de Pythische Spelen in Delphi en de Nemeïsche Spelen in Nemea. Deze spelen werden ook wel kransspelen genoemd, omdat een krans de prijs was voor de winnaars. De Olympische Spelen, die in 776 v.Chr. waren gesticht, waren het oudst en het populairst.
Naast de Panhelleense Spelen waren er ook diverse lokale spelen. Verreweg de bekendste waren de Panathenaeën in Athene, die ieder jaar werden gehouden. Eens in de vier jaar waren er de grote Panathenaeën, die met extra luister werden gevierd, de belangrijkste sportwedstrijd bij de Grieken na de Olympische Spelen. De prijzen hier waren amforen met olie van de heilige olijfbomen, de zogenaamde Panathenaeïsche amforen, die model hebben gestaan voor de moderne prijsbekers.
Bij de Olympische en de Pythische Spelen kende men twee leeftijdscategorieën: de mannen en de knapen. Bij de andere spelen kende men nog een derde categorie: de baardlozen.

## De sportonderdelen

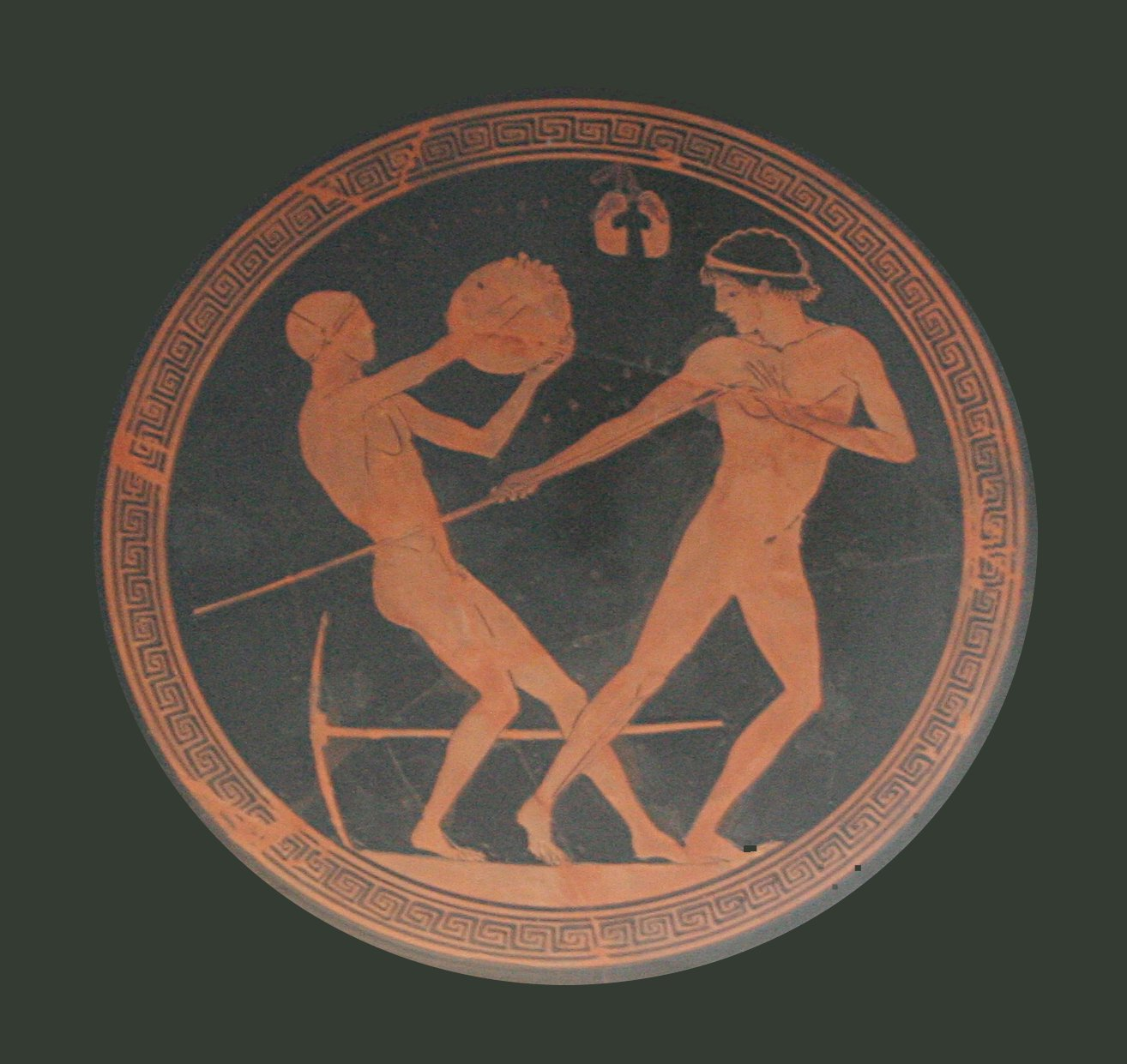
Schaal met drie onderdelen van de vijfkamp of pentathlon: discus- en speerwerper, op de achtergrond boven springgewichten (haltères) voor het verspringen (Attische roodfigurige schaal, ca. 490 v.Chr., beschilderd door Onesimos).

### De vijfkamp
- Hardlopen (dromos): Dit kon over verschillende afstanden gaan waarbij een stadion als afstandsmaat werd gehanteerd. Een stadion = 600 voet, dat wil zeggen ca. 180 m., met kleine verschillen per plaats, zo was een stadion in Olympia 192 m. De mogelijke afstanden waren: één stadion, een diaulos (de afstand van een stadion heen en weer) of een lange-afstandsloop (dolichos) waarvoor afstanden van 7 tot en met 24 stadiën worden genoemd.
- Verspringen (halma): Hierbij gebruikte men gewichten van metaal of steen (haltères).
- Speerwerpen (akoon of akontion): Aan de speer was een werpriem (angkulè) bevestigd waardoor één of twee vingers werden gestoken en waarmee men de speer een ronddraaiende beweging gaf.
- Discuswerpen (diskos): hierbij werd een discus van steen of metaal gebruikt.
- Worstelen (palè): Om te winnen moest je de tegenstander drie keer duidelijk op de grond laten vallen op z’n rug, schouders of heupen.

De hierboven genoemde onderdelen werden al vroeg bij de Olympische Spelen samen aangeduid als vijfkamp (pentathlon).

### Vechtsporten
- Boksen (pugmè): tot ca. 500 v.Chr. gebruikte men riemen van ossenhuid om de handen te beschermen. Later werden riemen van hard leer om de knokkels gebonden die werkten als een boksbeugel.
- Pankration: Een combinatie van worstelen en boksen, volgens Pausanias bij de spelen te Olympia in 648/47 v.Chr. ingevoerd. Het ging erom dat de tegenstander gedwongen werd tot overgave door het opsteken van de hand. Bijna alles was toegestaan - slaan, armen uitdraaien, wurggrepen, enz. - maar bijten, krabben en ogen uitdrukken waren verboden. Er werden geen riemen om de knokkels gedragen.

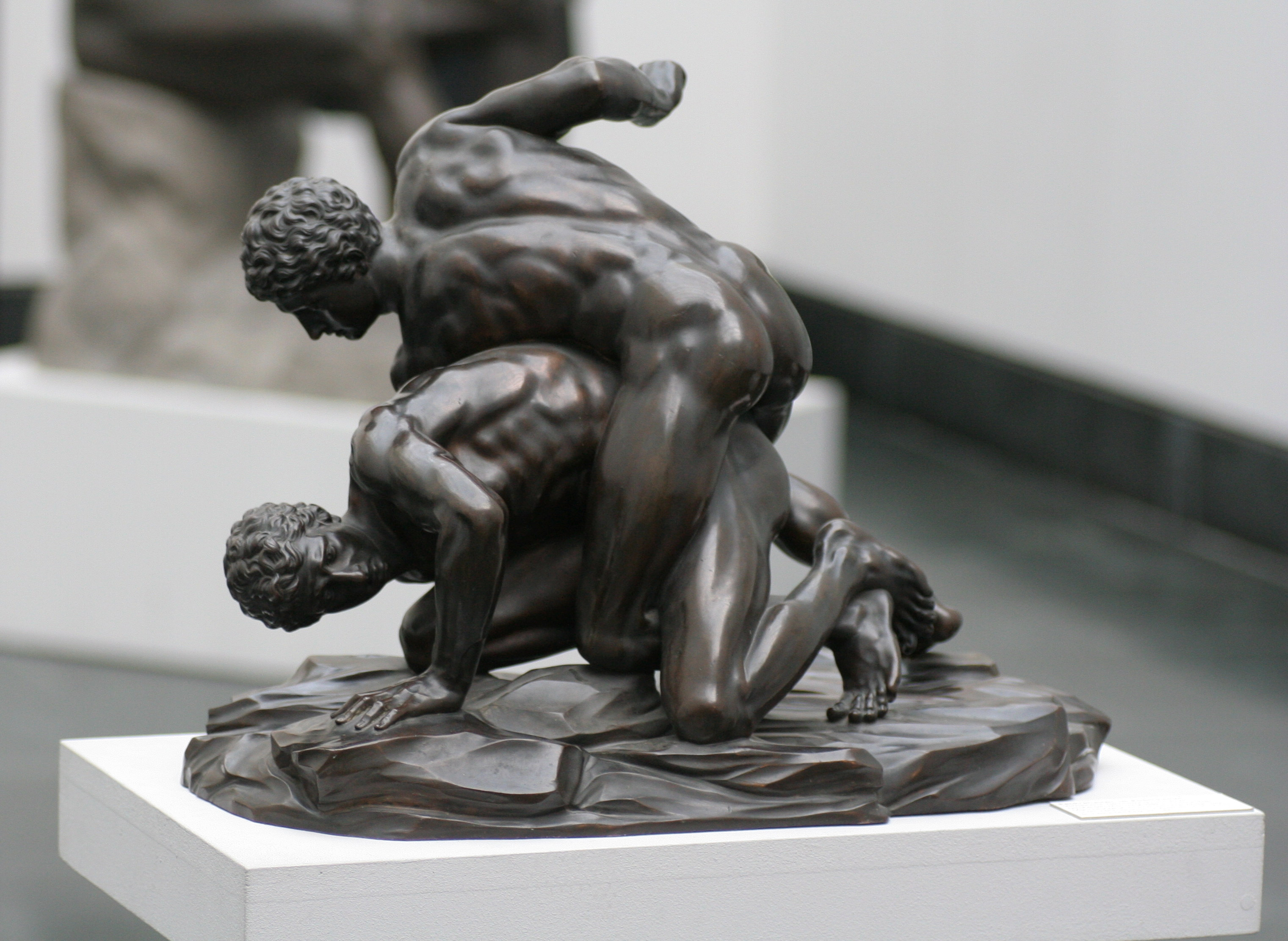
Bronzen beeldje van pankratiasten verwikkeld in een grondgevecht (Glyptotheek München, bronzen beeldje naar een Grieks voorbeeld uit de 3e eeuw v.Chr.).

### Paardensport
- Wagenrace: Er werd gereden met twee- en met vierspannen (zie: strijdwagen). De tragedieschrijver Sophocles beschrijft in zijn Electra een race van tien wagens op de Pythische Spelen, op de Olympische Spelen namen er ongetwijfeld meer tegelijk deel.
- Paardrijden: Men reed zonder zadel en zonder stijgbeugels. Er waren aparte categorieën voor veulens en voor volwassen paarden, een hele tijd ook voor merries.

### Bijzondere onderdelen
- Wapenloop (hoplitodromos): Hardloopwedstrijd in volle wapenrusting. Dit maakte onder andere deel uit van de Olympische Spelen, waar dit onderdeel ca. 520 v.Chr. werd ingevoerd.
- Fakkelloop (lampadodromia): Deze wedstrijd te voet of te paard vormde een bijzonder onderdeel bij de Panathenaeën. Het was een estafetterace voor teams van 6 à 10 personen.

## Vrouwen en sport
Meisjes werden nauwelijks in sport getraind. Berichten hierover komen voornamelijk uit Sparta, waar ook de meisjes aan lichamelijke oefening deden. Spartaanse meisjes moesten volgens de wet oefenen in het lopen, worstelen, discus werpen en speerwerpen.
De reden hiervoor was echter dat zij later zo sterk mogelijke Spartaanse soldaten konden voortbrengen.. Ze oefenden en dansten in aanwezigheid van de jongens.
Vrouwen mochten niet deelnemen aan de gewone sportwedstrijden en ook niet als toeschouwer aanwezig zijn. In Olympia was er een uitzondering voor de priesteres van Demeter, een getrouwde vrouw, die een ereplaats had bij het altaar in het stadion.
Wél was er voor vrouwen een aparte sportwedstrijd, die iedere vier jaar in Olympia werd gehouden, de Heraea (feest ter ere van Hera). Dit was een hardloopwedstrijd voor meisjes in het stadion. Er waren drie leeftijdscategorieën. De zogenaamde ‘Zestien vrouwen’ waren hierbij de officials. De winnaressen kregen een olijfkrans en een deel van de koe die aan Hera werd geofferd.

## Huldiging van de sporters
Na de wedstrijden vond de prijsuitreiking plaats. Bij Homeros lezen we dat Achilles tijdens de lijkspelen voor Patroklos voor alle deelnemers prijzen beschikbaar stelde. Voor de wagenrace bijvoorbeeld: "wasbekkens en ketels, paarden en muilezels en sterknekkige runderen, vrouwen met slanke leest, en grijskleurig ijzer" (Ilias 23, 259-61). Bij de Panhelleense Spelen kregen echter alleen winnaars een prijs; voor tweede en derde plaatsen waren er geen prijzen. Op de Panathenaeën werden echter ook prijzen toegekend voor tweede plaatsen. Er werden geen records bijgehouden. De roem die een overwinning opleverde, zeker bij een van de Panhelleense Spelen, was belangrijker dan een materiële prijs. De sporters kregen ook het voorrecht een beeld van zichzelf op te richten op de plaats van de spelen. De kosten hiervoor moesten wel door henzelf of door hun vaderstad worden gedragen.
De sporters werden vaak met een overwinningslied (epinikion) gehuldigd. Dergelijke liederen werden doorgaans door een koor gezongen bij thuiskomst van de atleet. Vele van dergelijke overwinningsoden van de dichters Pindarus en Bacchylides uit de vijfde eeuw v.Chr. zijn bewaard gebleven.

## Accommodaties
- Gymnasion: sportschool. Deze bestond uit een dromos (renbaan) en een palaistra (letterlijk: worstelperk). Meestal was er een onoverdekte dromos en daarnaast een overdekte renbaan (xystos). De palaistra was een vierkante hof omgeven met zuilengalerijen. Daarbij waren een aantal vertrekken. Centraal lag het jongenslokaal (ephebeüm), daarnaast waren er ruimtes voor de lichaamsverzorging: een kamer om het lichaam met zand stroever te maken (conisterium), een koude wasruimte (loutron) en een oliekamer (elaeothesium). Er konden ook ruimtes zijn voor het boksen (coryceüm) en voor balspel (sphaeristerium). Meestal was er ook een ruimte voor onderwijs (acroaterium). Tot slot was er een badgedeelte met verschillende vertrekken zoals een koud bassin, een opwarmkamer (propnigeüm), een zweetruimte en een droog zweetbad (laconicum).
- Stadion: Hardloopbaan. In Olympia is een stadion bewaard met startplaatsen voor twintig lopers. Aan weerszijden zijn verhogingen aangelegd waarop ongeveer 50.000 toeschouwers konden staan. Zitplaatsen waren er in het stadion van Olympia nauwelijks.
- Hippodroom: paardenrenbaan. De baan was elliptisch en had twee keerpunten (termai). De startblokken lagen aan een van de korte kanten. Aan een van de lange kanten waren zitplaatsen voor officials en juryleden. Rondom de baan waren kunstmatige verhogingen voor de toeschouwers.

## De lichaamsverzorging
De vaste uitrusting van de atleet die naar het gymnasium ging bestond uit een schraapijzer (meestal met het Latijnse woord strigilis aangeduid), een spons en een olieflesje (aryballos). De sporter smeerde zich vóór het sporten in met olijfolie en met zand. Het schraapijzer diende om na het sporten de korst van olie, zand en zweet van het lichaam te schrapen. Met de spons en met water waste de sporter zich ten slotte schoon.

## Antieke bronnen over sport
Voor onze kennis van sport zijn de vele vaasschilderingen, vooral op Panathenaeïsche amforen, een belangrijke bron. Voor beschrijvingen van de voornaamste plaatsen, en met name Olympia, is Pausanias het belangrijkst. Het enige geschrift dat geheel aan sport is gewijd is de Gymnasticus van Philostratus (een belangrijke bron, al dateert dit werk ergens van 220-245 n.C.). In het boek van de Romein Vitruvius over architectuur is een hoofdstuk gewijd aan het Griekse gymnasium (V, 11). De epinikia van Pindarus bieden veel informatie over de spelen, al zijn deze gedichten vaak moeilijk van inhoud. Theocritus beschrijft een bokswedstrijd in zijn 22ste Idylle, en Sophocles beschrijft een wagenrace in zijn tragedie Electra.